# Рид, Уолтер
Уолтер Рид (англ. Walter Reed; 13 сентября 1851 — 23 ноября 1902) — американский армейский врач, патолог и бактериолог, подтвердивший экспериментально гипотезу о заражении жёлтой лихорадкой от укуса комара.

## Биография
Уолтер Рид за 2 года окончил медицинские курсы в Виргинском университете, став самым молодым выпускником в истории военно-медицинского образования.
В 1899 году майор Уолтер Рид, возглавляющий группу военных врачей, командирован на Кубу. Там он должен был изучать инфекционные заболевания, подрывающие боеспособность армии США. В июне 1900 года Рид прибыл в Гавану и со своими ассистентами создал комиссию американской армии по исследованию жёлтой лихорадки.
Уолтер Рид был знаком с гипотезой Карлоса Финлея о том, что жёлтая лихорадка передаётся москитами. Также с воодушевлением воспринял он результаты наблюдений Рональда Росса и других исследователей, доказывающие, что комары заражают людей малярией. И команде Рида предстояло подтвердить или опровергнуть данную гипотезу. Был организован санитарный лагерь и набраны добровольцы для исследований.
После ряда экспериментов гипотеза о москитах — переносчиках жёлтой лихорадки была подтверждена, а все остальные преобладавшие тогда представления (будто бы инфекция передаётся через заражённый воздух, воду, одежду, постельное белье и всякими другими подобными способами) оказались опровергнутыми. Благодаря этому открытию стало возможным обуздать распространение инфекционных болезней на Кубе и возобновить строительство Панамского канала.
Исследования жёлтой лихорадки Рид продолжил и в 1901 году после возвращения с Кубы.
Ещё на Кубе у Рида появились боли в животе, которые рецидивировали, но благополучно прекращались. В ноябре 1902 года из-за очередного приступа лопнул аппендикс. Уолтер Рид умер 23 ноября 1902 года от перитонита.
В честь Уолтера Рида назван главный медицинский центр армии США — Walter Reed Army Medical Center (в настоящее время — Национальный военно-медицинский центр имени Уолтера Рида).